# Lijst van Stolpersteine in Meierijstad
De lijst van Stolpersteine in Meierijstad geeft een overzicht van de gedenkstenen die in de gemeente Meierijstad in de Nederlandse provincie Noord-Brabant zijn geplaatst in het kader van het Stolpersteine-project van de Duitse beeldhouwer-kunstenaar Gunter Demnig.
Stolpersteine zijn opgedragen aan slachtoffers van het nationaalsocialisme, al diegenen die zijn vervolgd, gedeporteerd, vermoord, gedwongen te emigreren of tot zelfmoord gedreven door het nazi-regime. Demnig legt voor elk slachtoffer een aparte steen, meestal voor de laatste zelfgekozen woning.
Omdat het Stolpersteine-project doorloopt, kan deze lijst onvolledig zijn.

## Stolpersteine
In de gemeente Meierijstad liggen achttien Stolpersteine: een in Erp en zeventien in Veghel.

### Erp
In Erp ligt een Stolperstein.
| Afbeelding | Inscriptie                                                                                  | Adres                     | Herdachte persoon            |
| ---------- | ------------------------------------------------------------------------------------------- | ------------------------- | ---------------------------- |
|            | HIER WOONDE HERMAN VERHEIJEN GEB. 1884 GEARRESTEERD 21-8-1944 VERMOORD 12-3-1945 BUCHENWALD | Brugstraat 22 Kaart (OSM) | Herman Verheijen (1884-1945) |

### Veghel
In Veghel liggen zeventien Stolpersteine op zes adressen.
| Afbeelding | Inscriptie | Adres                        | Herdachte persoon                         |
| ---------- | --- | ---------------------------- | ----------------------------------------- |
|            | HIER WOONDE JOSEPH DE GROOT GEB. 1860 GEDEPORTEERD 1943 UIT WESTERBORK VERMOORD 30.4.1943 SOBIBOR                                                 | N.C.B.-laan 6 Kaart (OSM)    | Joseph de Groot ook Job (1860-1943)       |
|            | HIER WOONDE ROSA MEIJER-DE GROOT GEB. 1868 GEDEPORTEERD 1943 UIT WESTERBORK VERMOORD 14.5.1943 SOBIBOR                                            | N.C.B.-laan 6 Kaart (OSM)    | Rosa Meijer-de Groot (1868-1943)          |
|            | HIER WOONDE ERNA SARA NEUSTADT GEB. 1893 GEDEPORTEERD 31-8-1942 UIT WESTERBORK VERMOORD 3-9-1942 AUSCHWITZ                                        | Hoofdstraat 21 Kaart (OSM)   | Erna Sara Neustadt (1893–1942)            |
|            | HIER WOONDE ALIDA SCHUIJER-VAN EMMEN GEB. 1884 GEARRESTEERD 20-10-1942 HAARLEM GEDEPORTEERD 4-12-1942 UIT WESTERBORK VERMOORD 7-12-1942 AUSCHWITZ | Hoofdstraat 21 Kaart (OSM)   | Alida Schuijer-van Emmen (1884–1942)      |
|            | HIER WOONDE ARNOLD VAN DER SLUIS GEB. 1893 GEDEPORTEERD 23-10-1942 UIT WESTERBORK VERMOORD 20-11-1942 SAKRAU                                      | Hoofdstraat 65 Kaart (OSM)   | Arnold van der Sluis (1893–1942)          |
|            | HIER WOONDE EMMA VAN DER SLUIS GEB. 1939 GEDEPORTEERD 23-10-1942 UIT WESTERBORK VERMOORD 26-10-1942 AUSCHWITZ                                     | Hoofdstraat 65 Kaart (OSM)   | Emma van der Sluis (1939–1942)            |
|            | HIER WOONDE JET VAN DER SLUIS GEB. 1927 GEDEPORTEERD 23-10-1942 UIT WESTERBORK VERMOORD 26-10-1942 AUSCHWITZ                                      | Hoofdstraat 65 Kaart (OSM)   | Jet van der Sluis (1927–1942)             |
|            | HIER WOONDE LIES VAN DER SLUIS GEB. 1926 GEDEPORTEERD 23-10-1942 UIT WESTERBORK VERMOORD 26-10-1942 AUSCHWITZ                                     | Hoofdstraat 65 Kaart (OSM)   | Lies van der Sluis (1926–1942)            |
|            | HIER WOONDE BERTHA VAN DER SLUIS- DE LANGE GEB. 1901 GEDEPORTEERD 23-10-1942 UIT WESTERBORK VERMOORD 26-10-1942 AUSCHWITZ                         | Hoofdstraat 65 Kaart (OSM)   | Bertha van der Sluis-de Lange (1901–1942) |
|            | HIER WOONDE HERTOG DE WINTER GEB. 1867 GEARRESTEERD 21-6-1944 AMSTERDAM GEDEPORTEERD 3-9-1944 UIT WESTERBORK VERMOORD 6-9-1944 AUSCHWITZ          | Heuvelstraat 16 Kaart (OSM)  | Hertog de Winter (1867–1944)              |
|            | HIER WOONDE ISAAC DANIEL DE WINTER GEB. 1908 GEARRESTEERD 14-6-1944 AMSTERDAM GEDEPORTEERD 1944 UIT WESTERBORK VERMOORD JAN-1945 MIDDEN-EUROPA    | Heuvelstraat 16 Kaart (OSM)  | Isaac Daniel de Winter (1908–1945)        |
|            | HIER WOONDE KAATJE DE WINTER GEB. 1870 GEDEPORTEERD 20-7-1943 UIT WESTERBORK VERMOORD 23-7-1943 SOBIBOR                                           | Heuvelstraat 15 Kaart (OSM)  | Kaatje de Winter (1870–1943)              |
|            | HIER WOONDE LEENTJE DE WINTER GEB. 1875 GEDEPORTEERD 20-7-1943 UIT WESTERBORK VERMOORD 23-7-1943 SOBIBOR                                          | Heuvelstraat 15 Kaart (OSM)  | Leentje de Winter (1875–1943)             |
|            | HIER WOONDE EMMA DE WINTER-COHEN GEB. 1867 ONDERGEDOKEN 1942 OVERLEDEN 1-5-1943 ZALTBOMMEL                                                        | Hoofdstraat 21 Kaart (OSM)   | Emma de Winter-Cohen (1867–1943)          |
|            | HIER WOONDE JOHANNA DE WINTER-HERTOG GEB. 1878 GEARRESTEERD 22-6-1944 HOORN GEDEPORTEERD 3-9-1944 UIT WESTERBORK VERMOORD 6-9-1944 AUSCHWITZ      | Heuvelstraat 16 Kaart (OSM)  | Johanna de Winter-Hertog (1878–1944)      |
|            | HIER WOONDE NICO WOLF GEB. 1919 GEDEPORTEERD 1942 UIT WESTERBORK VERMOORD 31.3.1944 MIDDEN-EUROPA                                                 | Gasthuisstraat 5 Kaart (OSM) | Nico Wolf (1919-1944)                     |
|            | HIER WOONDE NICO NATHAN WOLF GEB. 1915 GEDEPORTEERD 1942 UIT WESTERBORK VERMOORD 31.3.1944 MIDDEN-EUROPA                                          | Gasthuisstraat 5 Kaart (OSM) | Nico Nathan Wolf (1915-1944)              |

## Data van plaatsingen
- 3 april 2022: Veghel, twee Stolpersteine op N.C.B.-laan 6
- 8 mei 2022: Veghel, twee Stolpersteine op Gasthuisstraat 5
- 16 april 2023: Veghel, acht Stolpersteine op Hoofdstraat 21, 65
- 21 mei 2023: Veghel, vijf Stolpersteine op Heuvelstraat 15, 16
- 14 oktober 2023 Erp, een Stolperstein op Brugstraat 22